# Corupo
San Francisco Corupo es una localidad perteneciente al municipio de Uruapan, en el corazón de la llamada Meseta Purépecha, en el centro del estado de Michoacán de Ocampo, en México.

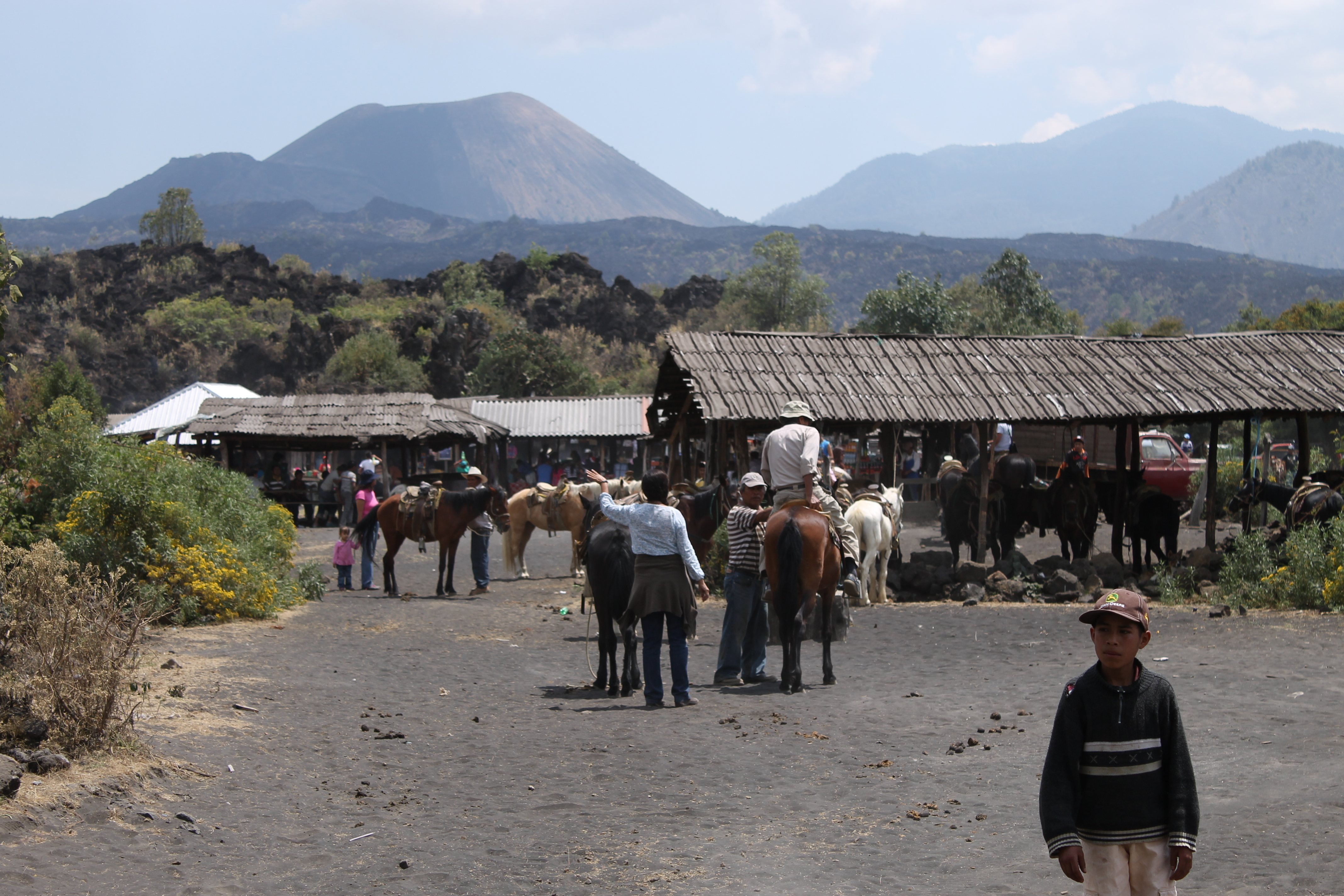

## Localización y límites
Localizada a unos 42 km de Uruapan, sobre el Eje Volcánico Transversal, se encuentra a unos 10 km del Volcán Paricutín. Limita con las comunidades de Angahuan al sur, Charapan al norte, San Felipe al oriente, Zacán y San José en el límite poniente.

### Coordenadas
- Latitud: 19° 36’ N
- Longitud: 102° 14’ Oeste
- Altitud: 2300 m s. n. m.

## Clima
Cuenta con un clima extremadamente frío, llegándose a registrar temperaturas inferiores a los -5 °C, en los meses de diciembre y de enero. Cuenta con bosques, en los que predominan los abetos, encinos, pinos, entre otros.
Según datos del SMN la temperatura más baja registrada en la población fue en enero de 1982 con -16 °C.

## Población
Según el censo económico de población (2000), cuenta con alrededor de 2.500 habitantes, aunque este número se ve quintuplicado con facilidad, tomando en cuenta la población originaria asentada principalmente en México DF, Guadalajara, Uruapan y EE. UU.
La población originaria de esta localidad, asentada en Estados Unidos, se distribuye principalmente en los estados de California y Nevada, en los cuales la mayoría labora en la construcción de casas habitación.
Ciudades como San José y San Diego, en California, Reno y Las Vegas, en Nevada, además de Atlanta (Georgia) entre otras, cuentan con una importante población corupense.

## Economía local
Actividades ganaderas, transformación de madera y agricultura.
Se llegó a desarrollar una importante actividad maderera en las décadas del ’70, ’80 y principios de los ’90, sobre todo en la manufactura de muebles rústicos de madera, comercializados en toda la República Mexicana, actividad que se vio mermada sobre todo en la segunda mitad de la década pasada, como consecuencia de la tala inmoderada, y la consecuente emigración hacia los Estados Unidos. También se realizan actividades agrícolas y ganaderas, aunque la principal fuente de ingresos siguen siendo las remesas provenientes desde EE. UU.

## Historia
Según estudios de la Universidad Michoacana de San Nicolás de Hidalgo, el pueblo data del siglo XIII y se trataba de tres asentamientos esparcidos, como otros tantos en las faldas del “Cerro Grande”, compartido con las comunidades de San Felipe y Angahuan, dicha montaña cuenta con más de 3.400 m s. n. m., 400 metros menos que el Pico de Tancítaro y 200 más que el “Cerro del águila” de Paracho.
Para 1521, los españoles habían llegado a Veracruz, y para aproximadamente 1528, los frailes franciscanos ya se encontraban evangelizando la meseta puréhpecha, cuando llegaron a esta zona se encargaron de reunir dichos asentamientos, y formar pueblos.
En Corupo se reunieron 3 asentamientos indígenas formando la población de San Francisco Corupo, estos le dieron la categoría de barrios surgiendo así, el de San Sebastián, San Ildefonso y el Espíritu Santo, contando estos con sus respectivas capillas.

## Toponimia
La primera parte del nombre (San Francisco) se la dieron los frailes en honor a su fundador, y la segunda (Corupo) quedó como parte del nombre que le daban los indígenas a la zona. En la actualidad existe una pequeña controversia respecto al nombre, y existen tres principales variantes significativas.
La primera dice que Corupo proviene del lenguaje nativo K’ahuarapú, que lo relaciona con una especie de pescado blanco, la cual es muy descartable, ya que en la zona, no existen ríos y mucho menos lagos, tomando en cuenta que los nombres de pueblos nativos, van de acuerdo al entorno geográfico en el que se desarrollan.
Otra, indica que el nombre se deriva de “gorupo”, en español, el cual es cría de una especie de escarabajo de color amarillo marrón en la adultez, de torpe vuelo y vida corta, que abunda en la región. Llamado generalmente “pipiahkúri”.
Los “gorupos” son pequeños y de color negro obsidiana en su infancia, que únicamente nacen durante las primeras semanas de lluvia de cada año.
La tercera y más contundente dice que es “Lugar de fuego” o lumbrada, llamarada, del tarasco “Korupen”; que relatos más recientes indican que el lugar fue un descansadero acostumbrado de los viajeros que iban hacia colima, y venían de Paracho y del centro-norte del estado. Estos estudios indican que el camino Paracho – Los Reyes, que atraviesa al pueblo es antiquísimo, y los viajeros en las noches hacían grandes lumbres y fogatas, las cuales se observaban nítidamente desde Charapan, a lo cual los lugareños señalaban y decían “Korupen”, ¡dónde se quema!, que después de castellanizar el término evolucionaría a Corupo.

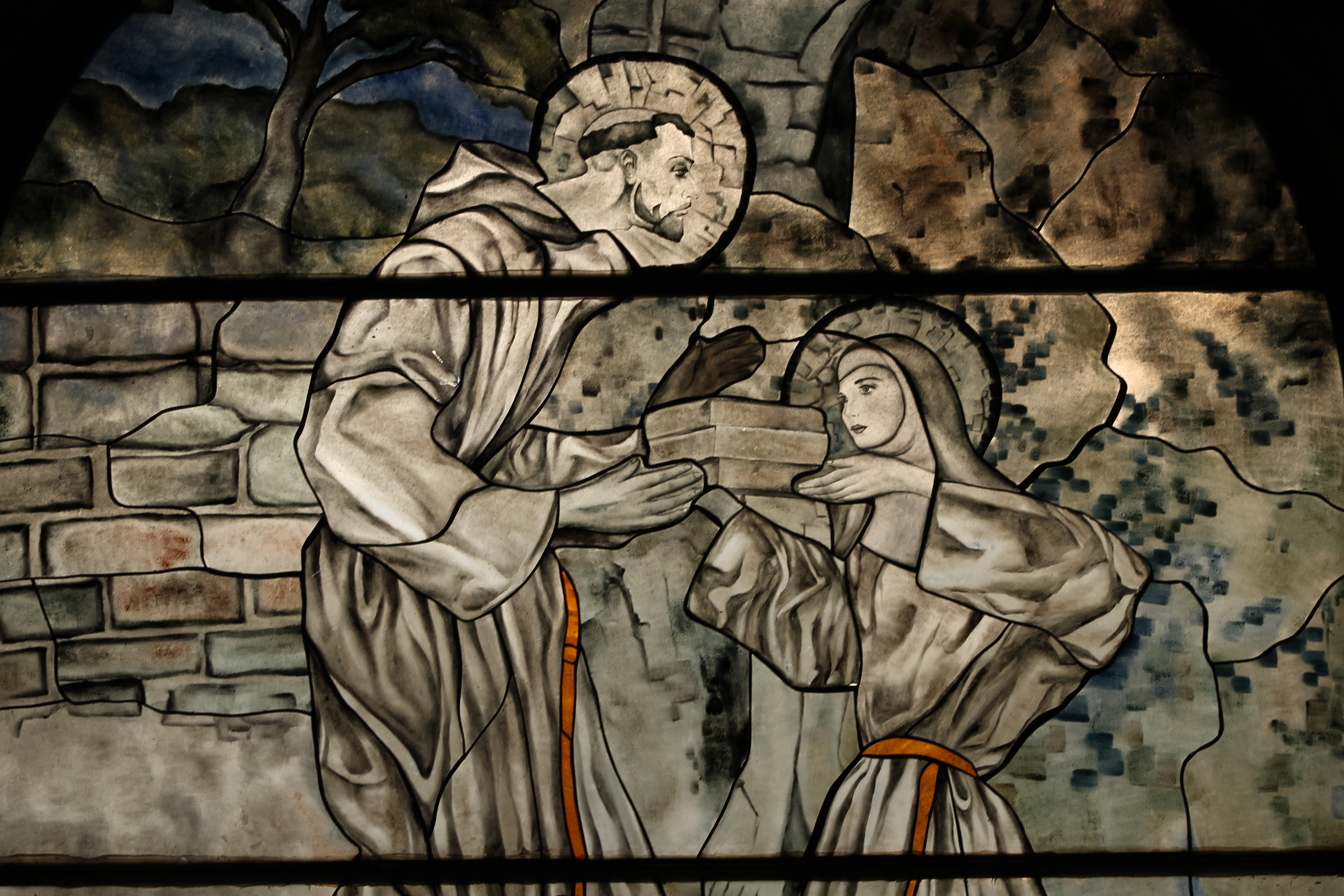
Vitral de San Francisco de Asis

## Patrimonio arquitectónico
Para 1542 se terminaba el pórtico principal de la Iglesia, en la cual predominan materiales como adobe, madera y piedra, su altar es de estilo churrigueresco y de piezas grandes sólidas, con remates en oro puro.
El estilo de esta es barroco con elementos del gótico tardío, pudiéndose encontrar en esta cuadros al óleo que datan de 1721 y firmadas por artistas franceses y españoles, traídos desde Europa por los franciscanos. También concordando con el gótico, se pueden encontrar al frente de esta un par de gárgolas con motivos en serpientes y pumas que por ese tiempo abundaban en este territorio.
El antiguo campo santo se encontraba en el atrio de la iglesia y este con su cruz datan de 1661, fecha en que fue terminada por completo la iglesia y año en el que se fundó definitivamente la población.

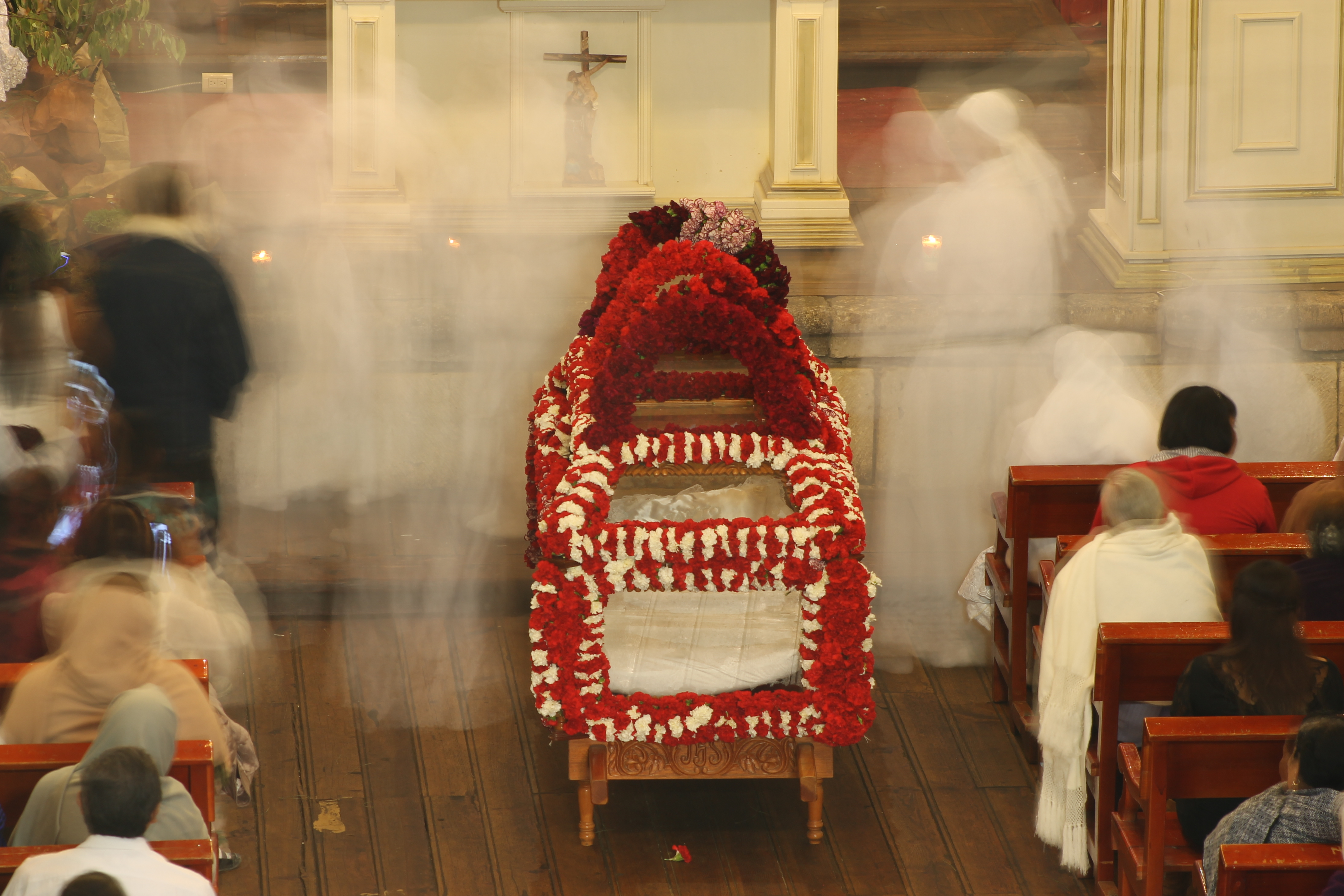

## Festividades
Sin duda una de las fiestas más bonitas del año en la comunidad, es la del Niño de los Negritos (30 de diciembre – 2 de enero) una manera de mostrar la devoción que tiene el pueblo hacia sus patronos e imágenes más veneradas, el negrito viste, adornado con collares y perlas, de saco todo negro y camisa blanca, los más elegantes incluso con corbata, máscara de color obvio, adornada con largos listones, y un fuste para repartir golpes a aquellos que intenten cortarlos; mezcla riquísima de elementos, cristianos y paganos, españoles e indígenas. La noche de la víspera de año nuevo bailan sin cesar en la iglesia, como agradecimiento por los favores recibidos durante el año, de salud, económicos y familiares, los encargados y responsables de las imágenes, se les llama “cargueros”, que es un tipo de mayordomía anual, las fiestas son amenizadas por orquestas purhépechas de la región, comida y bebida.
La fiesta del 6 de enero, en honor al niño de los viejitos, es propia para este baile típico del estado de Michoacán. En las fiestas religiosas de nuestro pueblo, se pone de manifiesto la hermandad y gratitud entre familias, el reconocimiento y enaltecimiento del parentesco.
El 28 de enero, da lugar a una de las más importantes fiestas del año, en honor a la Virgen de la Inmaculada Concepción, un mar de gente hace peregrinación, ahora en automóviles, taxis y camiones al poblado de Cocucho, sede de dicha imagen, dicha peregrinación, antiguamente se hacía a pie, y duraba dos días, en los cuales la gente llevaba provisiones para el camino y una vez en el destino, los pobladores se encargaban del resto. Eso ha cambiado mucho, la mayoría de la gente ahora va a divertirse con las representaciones, y los fuegos artificiales, los más jóvenes al baile. Sin dejar de lado las misas y distintas celebraciones hechas durante la fiesta.
La fiesta de mayor aforo en Corupo, es el 4 de octubre (San Francisco de Asís), en la que las famosas bandas musicales, los juegos mecánicos propios de cada feria, y los fuegos artificiales dan color y amenizan la celebración. Es la fiesta a la que probablemente mayor número de gente asiste en la región, sin embargo la iglesia y los eventos netamente religiosos, registran poca participación, la recaudación de fondos para la fiesta, los aporta todo el pueblo y se hace con la imagen del Santo Patrono. Las cantidades recaudadas para las fiestas son incluso colectadas en México DF, Guadalajara y Estados Unidos, entre otros lugares y ascienden a varios cientos de miles de pesos.

## Servicios
El lugar cuenta con dos escuelas de educación preescolar, dos primarias (particular y federal respectivamente) Colegio Francisco E. Álvarez de Corupo A. C. y Esc. Primaria Federal “Fray Pedro de Gante”; una escuela de educación Telesecundaria y a 3 km el Colegio de Bachilleres, Plantel Charapan; en el cual también se imparten algunas licenciaturas, relacionadas principalmente a la educación. Además del Instituto de Capacitación para el Trabajo del Estado de Michoacán (ICATMI) Región Meseta Purépecha, con sede en esta población, el cual atiende a alumnos de más de 7 Municipios de la región, capacitándolos en diversos oficios como: Mecánica Automotriz, Herrería Artística, Servicios de Belleza, Corte y confección, Enfermería y Computación. El promedio por año de capacitados sobrepasa los 2 200 alumnos anuales; Ubicándolo por la cantidad de alumnos capacitados, su labor social y académica como uno de los mejores del estado.